# Proletariatets diktatur
 Denne artikel bør gennemlæses af en person med fagkendskab for at sikre den faglige korrekthed.

Proletariatets diktatur som begreb er blevet brugt i særligt Karl Marx's værker og særligt i efterfølgende marxistiske forfatteres værker, hvor kapitalismen er blevet analyseret, og der er forsøgt at give et videnskabeligt bud på, hvordan samfundet skal udvikle sig henimod det kommunistiske samfund. Proletariatet er arbejderklassen, og med diktatur skal der forstås "arbejderklassens styre" eller på nu dansk: "Lønmodtagernes styre" i modsætning til "Formue-ejernes styre".
Karl Marx mente at kunne se en speciel udviklingsmodel i historien. Hans udgangspunkt var en tese, og for at komme videre måtte man igennem denne teses eller det pågældende samfunds modsætning – nemlig dets negation eller antitesen. Endelig ville man på et tidspunkt komme frem til det bedste samfund, syntesen, der er en blanding af tesen og antitesen. Denne proces kan for så vidt gentages i uendelighed med andre elementer.
En sådan udvikling mente Marx, man kunne se i historiens udvikling fra feudale samfund → kapitalistiske samfund → kommunistiske samfund.
Proletariatets diktatur indtager en overgangsfase mellem det kapitalistiske samfund og det kommunistiske samfund. Det kan som sådan derfor sidestilles med det socialistiske samfund, som det er beskrevet af Marx.
Det socialistiske samfund kaldes proletariatets diktatur, fordi arbejderpartiet ("proletariatets parti") har overtaget den politiske magt i et land og derefter fratager kapitalisterne ejendomsretten til produktionsmidlerne og forcerer udviklingen henimod et kommunistisk samfund. På et tidspunkt vil staten ifølge Marx's teori visne væk, og man vil være nået frem til det kommunistiske samfund. [kilde mangler]
Marx har aldrig beskæftiget sig særligt meget med dette, hvorfor det hurtigt kan opstå misforståelser. Men der er fra flere sider også fremsat en direkte kritik af begrebet "proletariatets diktatur".

## Kritik af "proletariatets diktatur"
Kritikken af proletariatets diktatur kommer fra mange sider og på mange måder. Dels kritiseres det fra borgerlige og liberalistiske kredse og fra libertært socialistiske eller anarkistiske kredse.
En borgerlig kritik vil normalt tage udgangspunkt i det uretfærdige i, at det lige præcis er proletariatet, der skal have magten, mens andre grupper skal fratages myndigheden over sig selv. Denne kritik er berettiget ud fra den antagelse, at der eksisterer andre grupper end proletariatet. Mange liberalister er i øvrigt slet ikke enige i den venstreorienterede klasseanalyse, hvorfor proletariatets diktatur ville være et meget uretfærdigt samfund, fordi det egentlig kun repræsenterer lønmodtagerne.
Nogen kritik tager også udgangspunkt i, at hele proletariatet ikke nødvendigvis er enig med arbejderpartiet, hvorfor et arbejderparti aldrig ville kunne oprette et retfærdigt styre og omvælte samfundet.
I den forbindelse vil nogle også tage udgangspunkt i, om arbejderpartiet overhovedet repræsenterer proletariatet. Det er særligt anarkister og syndikalister, der mener dette, fordi de generelt er imod politisk magt og statsmagt som sådan.

### Østblokken og dens fald
Man kan kalde de socialistiske samfund i Østeuropa for "proletariatets diktaturer", fordi de kommunistiske arbejderpartier tog magten i landene og nationaliserede produktionsmidlerne. Selv kaldte Josef Stalin, Sovjetunionens leder, Sovjetunionen for socialistisk fra 1936.
Nogle venstreorienterede er uenige heri, fordi de ikke mener, at et land er socialistisk, blot fordi det omtaler sig selv som sådan. Disse venstreorienterede taler derimod om, at særligt Sovjetunionen efter revolutionen i 1917 degenererede og blev totalitær (jf. bl.a. Gulag). Karl Korsch var en af de fremtrædende repræsentanter for dette standpunkt. Mange andre, særligt borgerlige, mener, at det bare beviser uretfærdigheden ved socialismen og proletariatets diktatur. Under hele den Kolde Krig blev landene i den sovjetiske indflydelsessfære da også i almindelig betragtet som kommunistiske.
Uanset holdning viser de totalitære samfund i østblokken også, at det er svært at overbevise folk om socialismens fortræffelighed (hvis man i udgangspunktet betragtede disse som socialistiske)

## Dialektik
Teorien om, at ting udvikler sig gennem modsætninger, var en gammel græsk teori, der kaldes dialektik. Den fremmeste fortaler for denne teori var Heraklit (ca. 540-480 f.v.t.).
Senere er teorien blevet udviklet af Georg Wilhelm Friedrich Hegel, der talte for en dialektisk idealisme, hvor samfundenes og historiens udvikling sker gennem ideerne. Det var Marx, der tog denne teori til sig og ændrede den, fordi han mente, udviklingen kunne spores i menneskene (materierne) frem for i ideerne. Marxs teori kaldes derfor dialektisk materialisme eller den historiske materialisme.